# Erlen (Thurgovie)
Pour les articles homonymes, voir Erlen.
Erlen est une commune suisse du canton de Thurgovie, située dans le district de Weinfelden.